# Pro Patria et Libertate Unione degli Sports Bustesi 1925-1926
Questa pagina raccoglie le informazioni riguardanti la Pro Patria et Libertate nelle competizioni ufficiali della stagione 1925-1926.

## Stagione
Nella stagione 1925-1926 la Pro Patria ha disputato il girone A del campionato di Seconda Divisione Nord. Si è classificata al quarto posto con 26 punti causa peggiore quoziente reti nei confronti dell'Atalanta. Il calcio cambia, la stagione 1925-1926 è l'ultima del sistema suddiviso tra Lega Nord e Lega Sud. Dalla stagione prossima la Divisione Nazionale, articolata su due gironi, comprenderà anche le migliori squadre del Sud, per poi divenire dal 1929-1930 Serie A a girone unico. 
In casa bustocca Carlo Reguzzoni non ancora ventenne imperversa e scombussola le difese avversarie, realizzerà 7 reti, Stefano Visca non gli è da meno con sei centri, il miglior realizzatore di stagione con nove reti sarà Carlo Marzorati. La Pro Patria saggiamente condotta da Andreas Kuttik grazie a questo piazzamento e alla riforma dei campionati italiani disputerà la stagione prossima il campionato di Prima Divisione.

## Rosa
| N. |                     | Ruolo | Calciatore         |
| -- | ------------------- | ----- | ------------------ |
|    | Italia (bandiera)   | P     | Giuseppe Raimondi  |
|    | Italia (bandiera)   | P     | Rosalindo Salerio  |
|    | Italia (bandiera)   | D     | Aldo Borsani       |
|    | Ungheria (bandiera) | D     | Eichbaum           |
|    | Italia (bandiera)   | D     | Attilio Fizzotti   |
|    | Italia (bandiera)   | D     | Cesare Genovesi    |
|    | Ungheria (bandiera) | D     | Andreas Kutik      |
|    | Italia (bandiera)   | D     | Pio Mara           |
|    | Italia (bandiera)   | D     | Vittorio Porta     |
|    | Italia (bandiera)   | C     | Giuseppe Azzimonti |
|    | Italia (bandiera)   | C     | Giovanni Colombo   |

| N. |                   | Ruolo | Calciatore          |
| -- | ----------------- | ----- | ------------------- |
|    | Italia (bandiera) | A     | Mario Crosta        |
|    | Italia (bandiera) | C     | Angelo Giani        |
|    | Italia (bandiera) | C     | Carlo Marzorati     |
|    | Italia (bandiera) | C     | Rinaldo Piazzalunga |
|    | Italia (bandiera) | C     | Stefano Visca       |
|    | Italia (bandiera) | A     | Mario Crespi        |
|    | Italia (bandiera) | A     | Valentino Crosta    |
|    | Italia (bandiera) | A     | Attilio Marcora     |
|    | Italia (bandiera) | A     | Carlo Reguzzoni     |
|    | Italia (bandiera) | A     | Giovanni Tosi       |

## Risultati

### Girone di andata
| Arbitro: | Guarnieri (Milano) |

|            |           |               |
| Varasi 24’ | Marcatori | 10’ Reguzzoni |

| Arbitro: | Biagini (Alessandria) |

|                                        |           |            |
| Crosta I 39’, 88’ Reguzzoni 72’ (rig.) | Marcatori | 74’ Fenini |

| Arbitro: | Aebi (Milano) |

|                                             |           |               |
| Chiadò 48’ Lanfritto 78’ (rig.) Moretti 84’ | Marcatori | 34’ Marzorati |

| Arbitro: | Lenti (Genova) |

|                              |           |  |
| Marzorati 63’, 72’ Giani 89’ | Marcatori |  |

| 15 novembre 1925 5ª giornata |  | – Turno di riposo PRO PATRIA |  |  |

| Arbitro: | Riccardi (Genova) |

|               |           |  |
| Reguzzoni 29’ | Marcatori |  |

| Arbitro: | Lerni (Torino) |

|                                                            |           |  |
| Reguzzoni 15’ Marzorati 29’ Kuttik 64’ Ferraris 88’ (aut.) | Marcatori |  |

| Arbitro: | Asei (Vercelli) |

|                                                          |           |  |
| Guglielminotti 22’ Chiabotto 53’ Seccatore 57’, 62’, 82’ | Marcatori |  |

| Arbitro: | Barlassina (Novara) |

|                              |           |           |
| Gencsy 30’, 72’ Bellolio 57’ | Marcatori | 63’ Visca |

| Arbitro: | Milano (Alessandria) |

|                                 |           |                                    |
| Marzorati 17’, 36’ Eichbaum 88’ | Marcatori | 44’ (rig.) Gazzola 69’ Pasqualetto |

| Arbitro: | Bo (Genova) |

|                                            |           |               |
| Marzorati 12’, 59’ Visca 18’ Reguzzoni 84’ | Marcatori | 65’ Lorenzini |

### Girone di ritorno
| Busto Arsizio 28 febbraio 1926 12ª giornata | Pro Patria        | 0 – 0 | Atalanta | Stadium di via Valle Olona\| Arbitro: \| Bonello (Venezia) \| |
| Arbitro:                                    | Bonello (Venezia) |       |          |                                                               |

| Arbitro: | Garbieri (Genova) |

|               |           |                                       |
| Missaglia 59’ | Marcatori | 19’ Crosta II 51’ Visca 88’ Reguzzoni |

| Arbitro: | Majani (Torino) |

|                            |           |  |
| Eichbaum 52’ Crosta II 61’ | Marcatori |  |

| Arbitro: | Maina (Torino) |

|           |           |               |
| Butti 83’ | Marcatori | 47’ Crosta II |

| 4 aprile 1926 16ª giornata |  | – Turno di riposo PRO PATRIA |  |  |

| Arbitro: | Brugola (Lissone) |

|                         |           |               |
| Subinaghi II 65’ (rig.) | Marcatori | 75’ Crosta II |

| Arbitro: | Maina (Torino) |

|                                                   |           |                                     |
| Osenga 19’ Ansaldi 26’ Pondrano 72’ Formaggio 79’ | Marcatori | 22’ Marcora 37’ Marzorati 75’ Giani |

| Busto Arsizio 16 maggio 1926 19ª giornata | Pro Patria        | 0 – 0 | Biellese | Stadium di via Valle Olona\| Arbitro: \| Manzotti (Milano) \| |
| Arbitro:                                  | Manzotti (Milano) |       |          |                                                               |

| Arbitro: | De Renzis (Genova) |

|                                          |           |            |
| Visca 2’, 75’ Crosta I 34’ Reguzzoni 72’ | Marcatori | 33’ Ciarlò |

| Arbitro: | Brignone (Torino) |

|                 |           |           |
| Piazzalunga 43’ | Marcatori | 65’ Visca |

| Arbitro: | Actis (Vercelli) |

|            |           |                                              |
| Crippa 16’ | Marcatori | 14’, 25’ Azzimonti 43’ Marcora 56’ Crosta II |